# Осюнькин, Константин Павлович
Константин Павлович Осюнькин (1901 — ?) — начальник транспортного отдела НКГБ Томской железной дороги, генерал-майор (1945).

## Биография
Родился в русской семье рабочего-механика. В РКП(б) с января 1920, исключён в 1948. Окончил начальное училище в городе Нахичевань в 1912, затем Петровское реальное училище в городе Ростов-на-Дону в 1919, и Ростовский институт инженеров железнодорожного транспорта в 1935. Работал электромонтёром на электростанции электрического общества южной России в Ростове-на-Дону. С июня 1917 до декабря 1918, чернорабочий Юго-восточной конторы Центросоюза в Ростове-на-Дону (территория белых) с декабря 1918 до октября 1919, затем безработный там же до декабря 1919. С января по апрель 1920 инспектор Донского областного продовольственного комитета.
С апреля 1920 до августа 1921 помощник уполномоченного, уполномоченный водного отдела Транспортной ЧК в Ростове-на-Дону, затем до декабря 1922 помощник коменданта лагеря принудительных работ подотдела принудительных работ административного отдела Донского областного исполнительного комитета Советов. Начальник отделения краевого УГРО в Ростове-на-Дону с декабря 1922 до июля 1923, помощник уполномоченного Донского отдела ГПУ до февраля 1924. Заместитель управляющего краевой конторой государственного страхования в Ростове-на-Дону с апреля до ноября 1927. Уполномоченный Дорожно-транспортного отдела (ДТО) ГПУ Северо-Кавказской железной дороги в Ростове-на-Дону с декабря 1927 до апреля 1934. Начальник отделения Транспортного отдела Полномочного представительства ОГПУ, затем Управления НКВД Азово-Черноморского края с апреля 1934 до мая 1937. Помощник, заместитель начальника 2-го отделения Транспортного отдела ГУГБ НКВД СССР с мая 1937 до 21 июня 1938, затем начальник 2-го отделения 1-го отдела 3-го управления (ГТУ) НКВД СССР до 1939. Начальник 11-го отделения 1-го отдела ГТУ НКВД СССР с мая 1939 до 5 августа 1939. Заместитель начальника следственной части Главного транспортного управления (ГТУ) НКВД СССР с 5 августа 1939 до 27 февраля 1941. При этом направлен в составе оперчекистской группы НКВД в город Питкяранта, где находился до 9 мая 1940. Заместитель начальника 2-го отдела следственной части НКГБ СССР с 7 марта до 12 августа 1941. Заместитель начальника 3-го отдела и начальник следственного отделения Транспортного управления НКВД СССР с 8 августа до 9 декабря 1941.
С 9 декабря 1941 до 17 декабря 1942 работал заместителем начальника 1-го отдела Транспортного управления НКГБ СССР Александра Волкова, затем до 20 апреля 1945 начальник транспортного отдела НКГБ Томской железной дороги. Начальник окружного транспортного отдела (ОКТО) НКГБ железных дорог Дальнего Востока с 20 апреля до 25 октября 1945. Начальник ОКТО НКГБ–МГБ дорог Урало-Сибирского округа до октября 1947. Начальник управления охраны МГБ Южной железной дороги с октября 1947 до 4 мая 1948. 5 мая 1948 арестован и предан суду «за злоупотребления по службе». Приговорён Особым совещанием (ОСО) МГБ 14 мая 1948 по статье УК РСФСР 193-17 «а» к 5 годам заключения. Отбывал наказание в Северо-Уральском ИТЛ. Впоследствии не реабилитирован.

### Звания
- 22.03.1936, лейтенант государственной безопасности;
- 02.12.1937, старший лейтенант государственной безопасности;
- 15.07.1941, капитан государственной безопасности;
- 11.02.1943, подполковник государственной безопасности;
- 11.09.1943, полковник государственной безопасности;
- 22.08.1944, комиссар государственной безопасности;
- 09.07.1945, генерал-майор.

### Награды
- орден Ленина, 29.07.1945 — за успешное выполнение заданий Правительства и военного командования по перевозкам оборонных и народнохозяйственных грузов в период Великой Отечественной войны[9];
- орден Красного Знамени, 03.11.1944;
- орден Трудового Красного Знамени, 24.11.1942 — за успешное выполнение заданий правительства и военного Командования по организации перевозок оборонных и народно-хозяйственных грузов[10];
- медаль «За боевые заслуги», 26.04.1940 — за успешное выполнение боевых заданий Правительства по охране государственных границ[11];
- знак «Почётный работник ВЧК–ГПУ (XV)», 31.08.1937.